# كهف بورتبرادون
كهف بورتبرادون هو كهف بحري يقع بالقرب من بورتبرادون، مقاطعة أنترم على الساحل الشمالي لأيرلندا الشمالية. إن موقعه على ارتفاع 5 أمتار (16 قدمًا) فوق علامة المياه العالية الحالية يجعله مهمًا من الناحية الأثرية، حيث كان من الممكن أن يسكنه منذ زمن بعيد حتى العصر الحجري المتوسط.